# Nußdorf am Haunsberg
Nußdorf am Haunsberg – gmina w Austrii, w kraju związkowym Salzburg, w powiecie Salzburg-Umgebung. Według Austriackiego Urzędu Statystycznego liczyła 2346 mieszkańców (1 stycznia 2015).